# اريك هونيغر
اريك هونيغر هو شخصية أعمال وسياسي سويسري، ولد في 29 أبريل 1946 في سويسرا. حزبياً، نشط في الحزب الديمقراطي الحر (سويسرا).